# تیاگو سانتوس (بازیکن فوتبال)
تیاگو سانتوس (انگلیسی: Tiago Santos؛ زادهٔ ۲۳ ژوئیهٔ ۲۰۰۲) بازیکن فوتبال است.
وی همچنین در تیم ملی فوتبال زیر ۲۱ سال پرتغال بازی کرده‌است.